# Würdenhain
Würdenhain is een plaats en voormalige gemeente in de Duitse gemeente Röderland, deelstaat Brandenburg.

## Geschiedenis
De plaats was tot 1 maart 1974 een zelfstandige gemeente in de DDR in het Landkreis Bad Liebenwerda, daarna werd de plaats deel van de gemeente Haida. Als onderdeel van de gemeentelijke herindeling van Haida werd Würdenhain vervolgens op 23 juni 2003 deel van de gemeente Röderland.

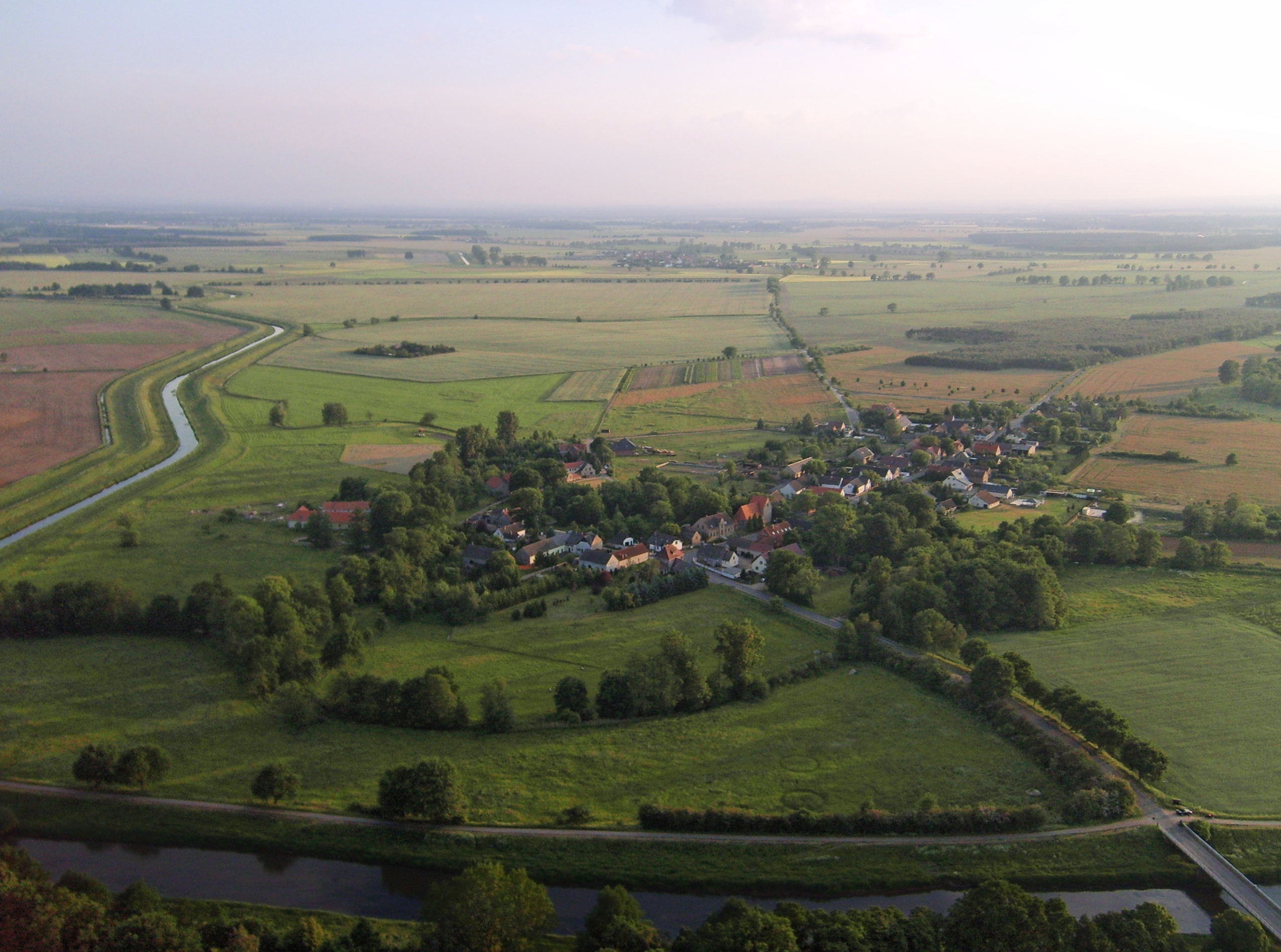
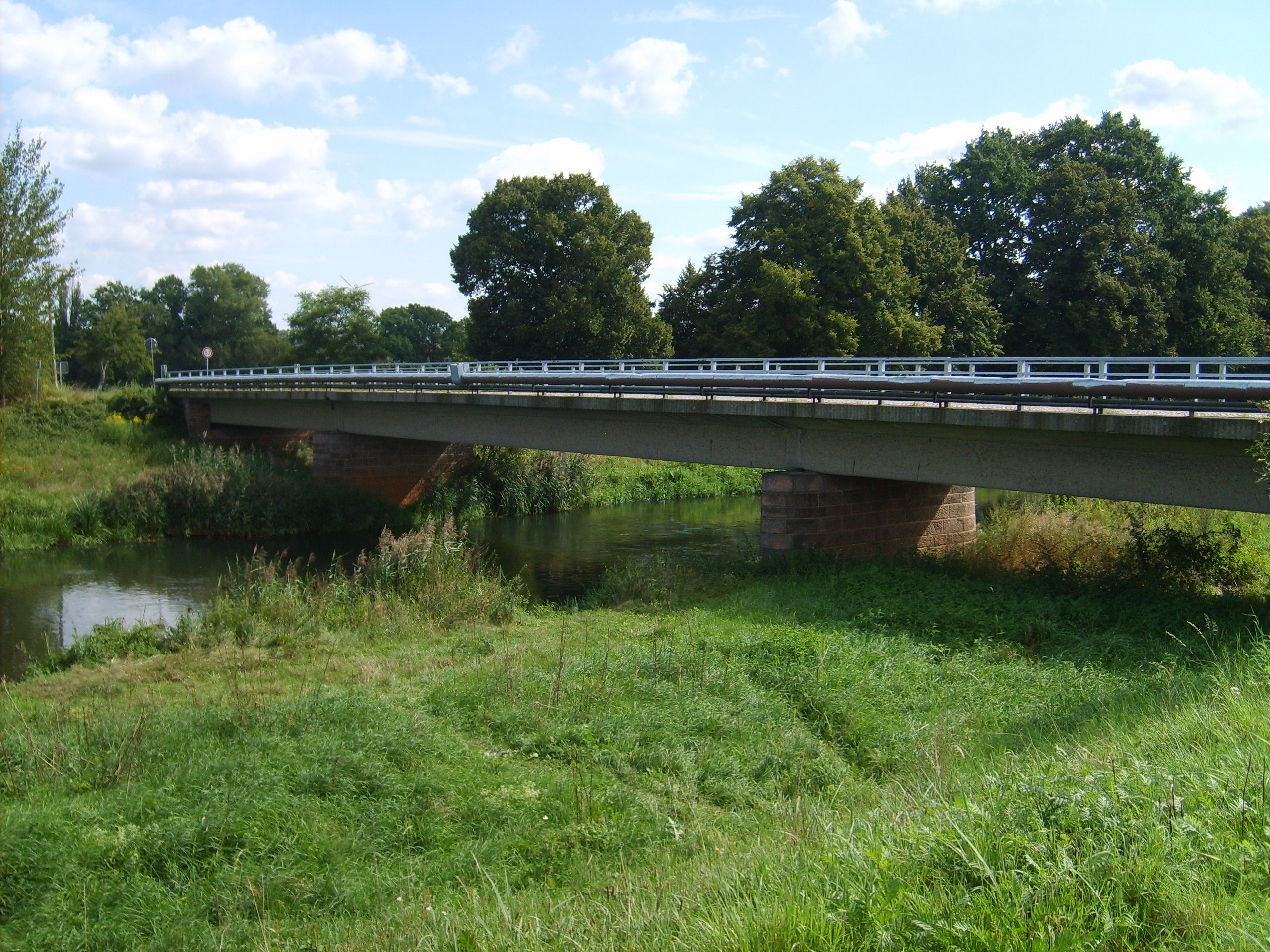
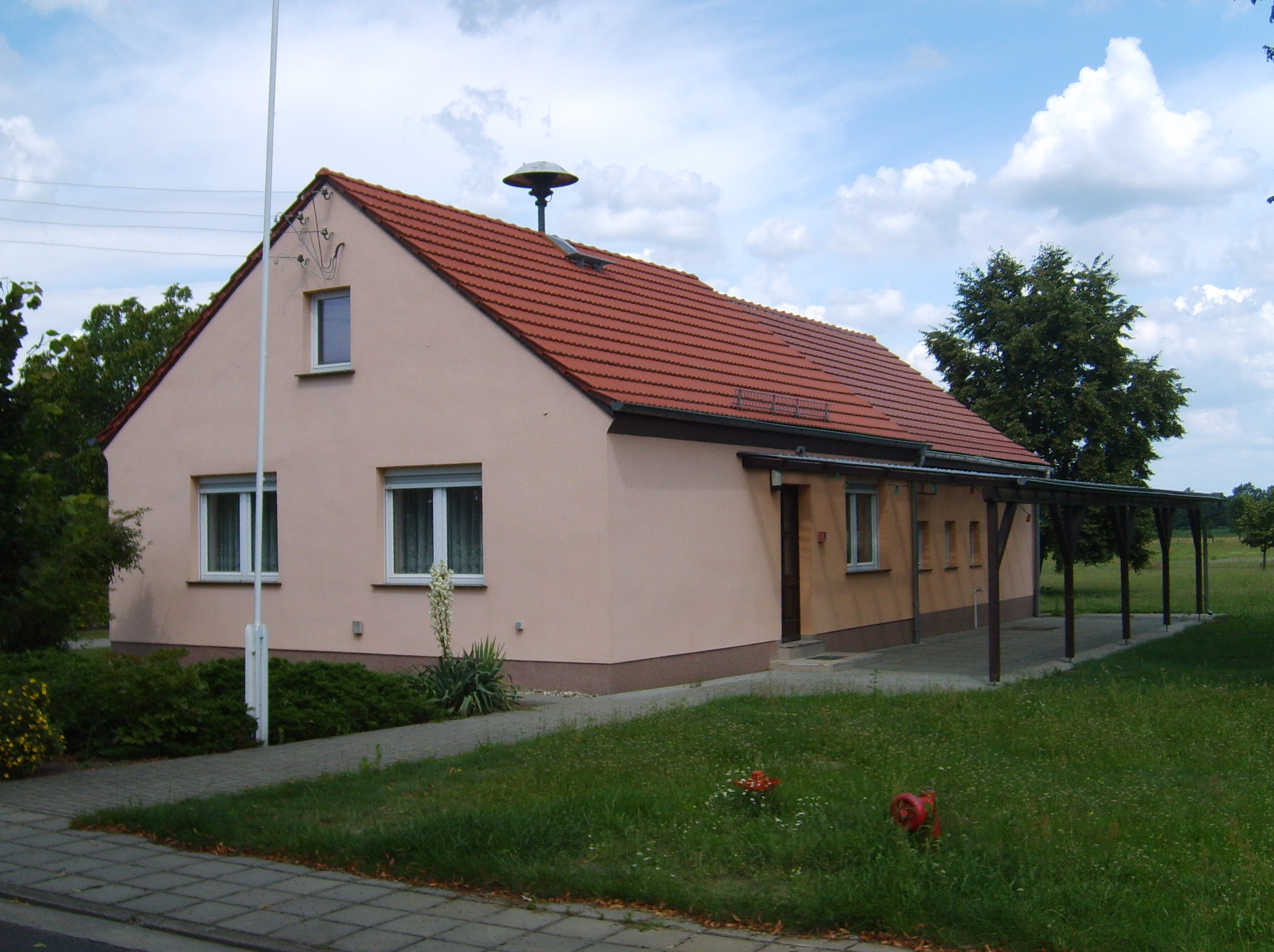
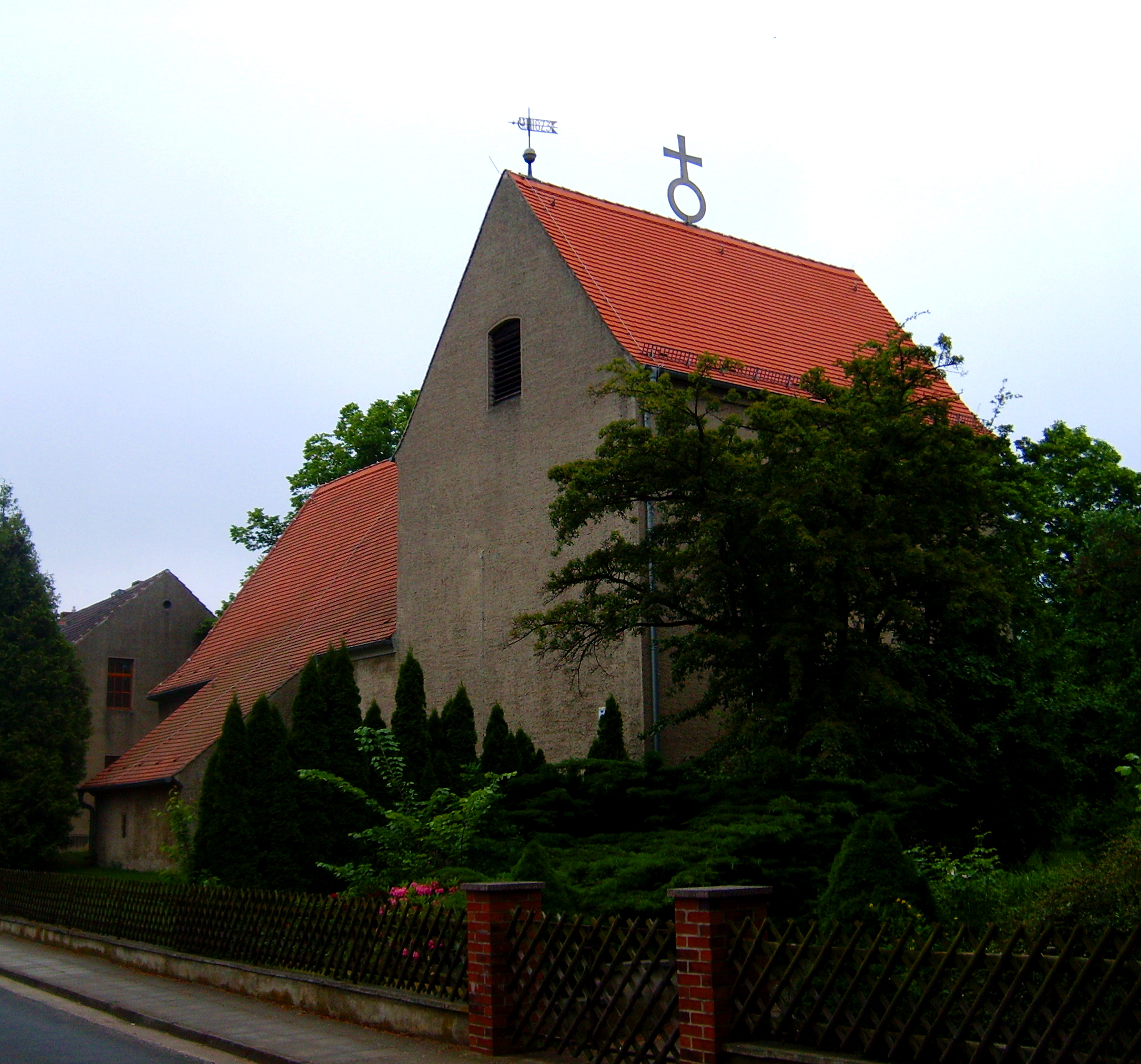
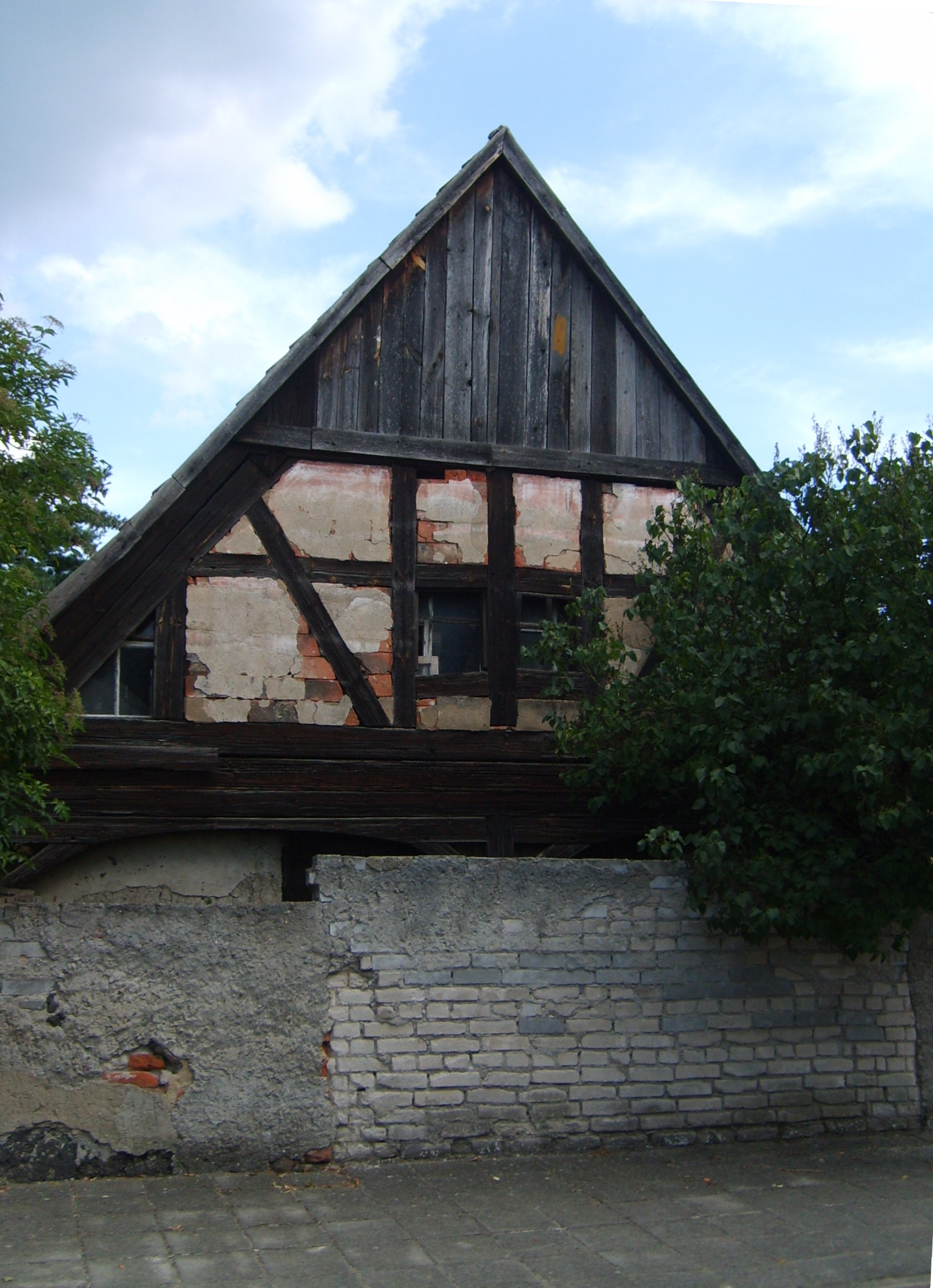
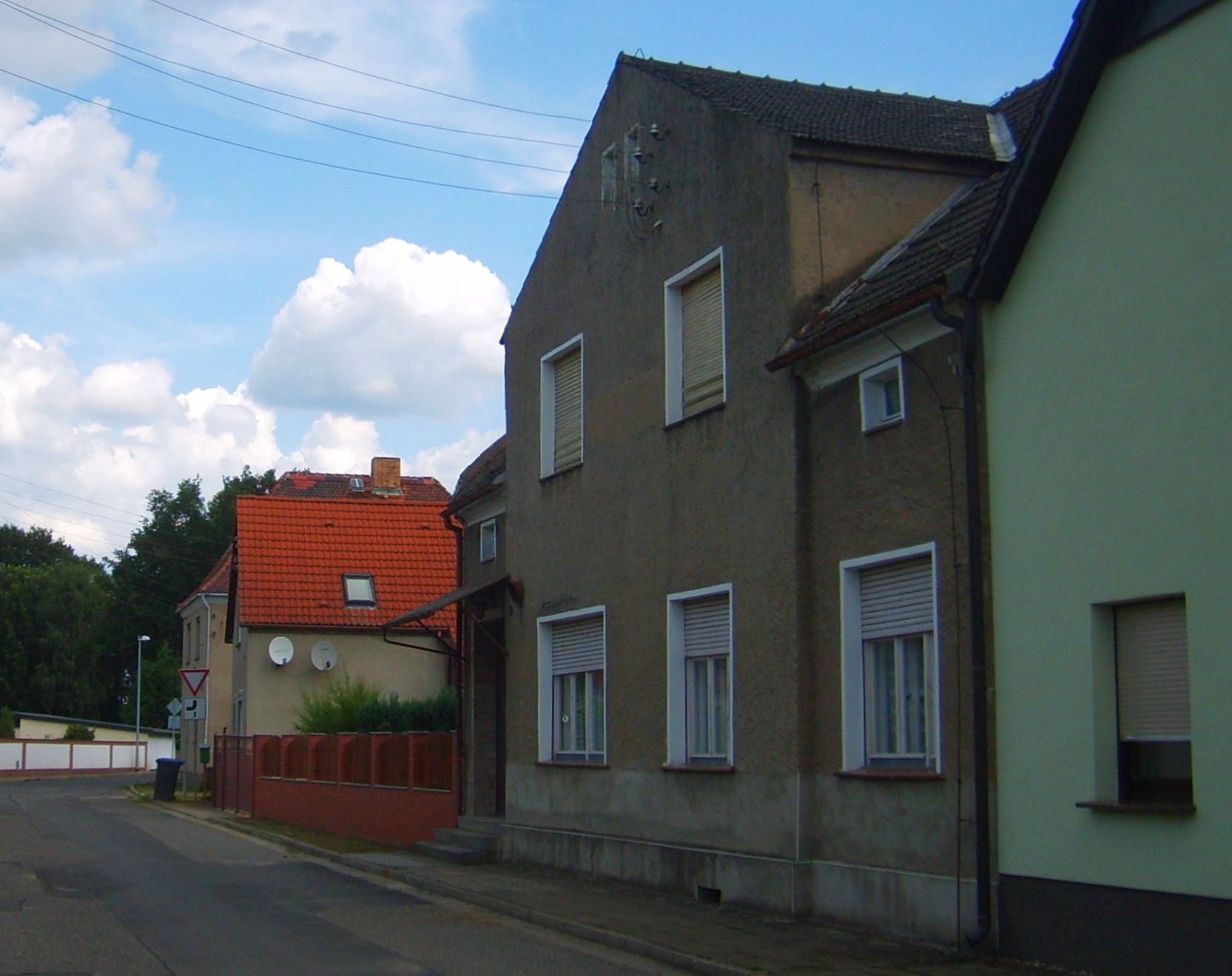
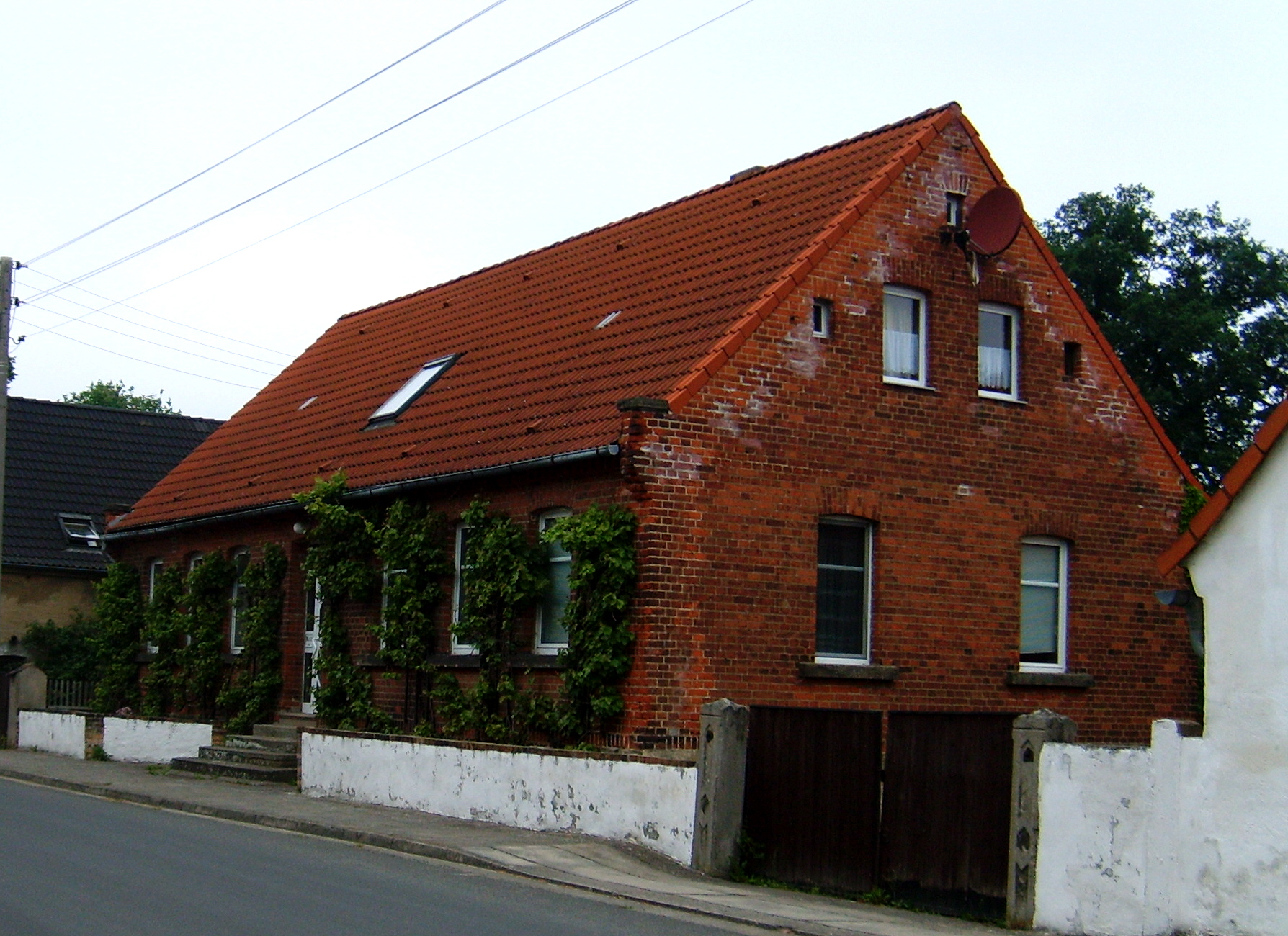